# Komorów (Natura 2000)

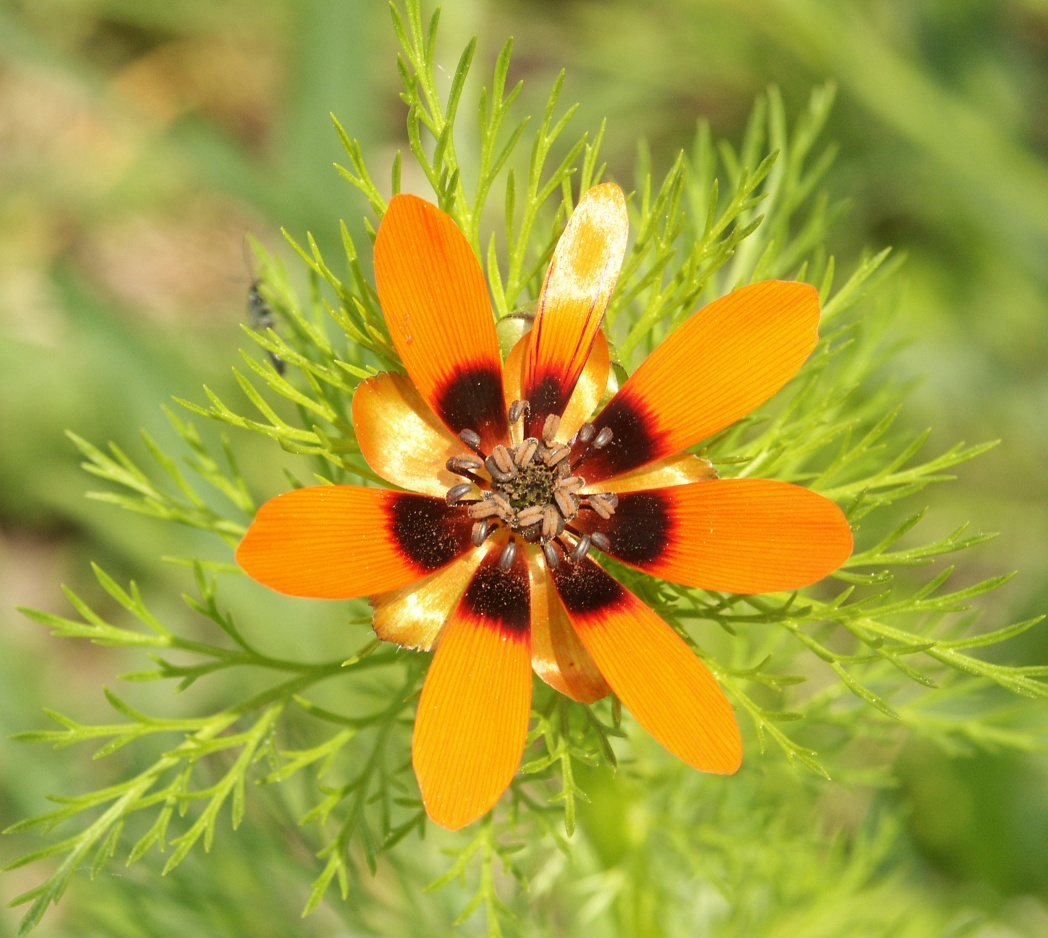
Miłek letni

Komorów (PLH120055) – specjalny obszar ochrony siedlisk, aktualnie obszar mający znaczenie dla Wspólnoty, położony na Wyżynie Miechowskiej, na terenie gminy Miechów, na południe od Miechowa. Zajmuje powierzchnię 4,91 ha. Ponad 80% powierzchni obszaru leży w obrębie Obszaru Chronionego Krajobrazu Wyżyny Miechowskiej.
Ochronie podlega tu murawa kserotermiczna (Inuletum ensifoliae) – siedlisko przyrodnicze z załącznika I dyrektywy siedliskowej.
Występują tu gatunki roślin objętych ochroną gatunkową lub zagrożonych:
- miłek letni (Adonis aestivalis)
- zawilec wielkokwiatowy (Anemone sylvestris)
- aster gawędka (Aster amellus)
- dzwonek syberyjski (Campanula sibirica)
- dziewięćsił bezłodygowy (Carlina acaulis)
- centuria pospolita (Centaurium erythraea)
- kosaciec bezlistny (Iris aphylla)
- storczyk kukawka (Orchis militaris)
- podkolan biały (Platanthera bifolia)
- pierwiosnek lekarski (Primula veris)
- kalina koralowa (Viburnum opulus)